# From Up on Poppy Hill
From Up on Poppy Hill (oorspronkelijke titel Kokuriko-zaka Kara) is een Japanse animatiefilm uit 2011, geregisseerd door Goro Miyazaki. De film is gebaseerd op een manga met dezelfde titel.
De film ging in Japan in première op 16 juli 2011. Het ontving positieve recensies en bracht wereldwijd ruim 61 miljoen dollar op.

## Verhaal
De film vertelt het verhaal van Umi Matsuzaki, een meisje op de middelbare school dat in een landhuis in de haven van Yokohama woont. Wanneer ze Shun Kazama, een lid van de krantenclub ontmoet, besluiten ze om zich in te zetten voor het behoud van oude gebouwen in de stad. Echter, de voorzitter van de school wil deze slopen om plaats te maken voor nieuwbouw, met het oog op de naderende Olympische Spelen. Umi en haar vrienden moeten hem zien over te halen om zijn beslissing opnieuw te overwegen. Ondertussen groeien Shun en Umi dichter naar elkaar toe.

## Rolverdeling
| Personage           | Japanse stem     | Engelse stem     |
| ------------------- | ---------------- | ---------------- |
| Umi Matsuzaki       | Masami Nagasawa  | Sarah Bolger     |
| Shun Kazama         | Junichi Okada    | Anton Yelchin    |
| Hana Matsuzaki      | Keiko Takeshita  | Edie Mirman      |
| Ryoko Matsuzaki     | Jun Fubuki       | Jamie Lee Curtis |
| Miki Hokuto         | Yuriko Ishida    | Gillian Anderson |
| Akio Kazama         | Nao Ōmori        | Chris Noth       |
| Yoshio Onodera      | Takashi Naito    | Bruce Dern       |
| Shirō Mizunuma      | Shunsuke Kazama  | Charlie Saxton   |
| voorzitter Tokumaru | Teruyuki Kagawa  | Beau Bridges     |
| Sora Matsuzaki      | Haruka Shiraishi | Alex Wolff       |